# Pakt czterech
Pakt czterech – zaproponowany i przygotowany przez Benito Mussoliniego układ dotyczący współpracy pomiędzy Włochami, Francją, Niemcami i Wielką Brytanią. Projekt paktu został przedstawiony w marcu 1933 roku. Oficjalnym celem było utrzymanie pokoju, a preambuła powoływała się na pakt Ligi Narodów, traktat z Locarno i pakt Brianda-Kellogga. Porozumienie zawierało sześć artykułów, które dotyczyły m.in. współpracy wobec problemów międzynarodowych i kolonialnych oraz dawały państwom paktu prawo do decydowania o sprawach dotyczących innych krajów. Pakt czterech podpisany w Rzymie 7 czerwca 1933 został ratyfikowany tylko przez Włochy (31 sierpnia 1933) oraz Wielką Brytanię (16 września 1933), dlatego też jego postanowienia nie weszły ostatecznie w życie.
Układ spotkał się ze sprzeciwem państw Europy środkowej najbardziej zagrożonych ewentualnymi zmianami terytorialnymi. Występowała przeciwko niemu Czechosłowacja, Rumunia i Polska. Z czasem po zapewnieniach francuskich sprzeciw Czechosłowacji i Rumunii osłabł, do końca występowała przeciwko nim Rzeczpospolita, gdyż uważała go za powrót do XIX-wiecznego koncertu mocarstw.